# Prințul Oleg Constantinovici al Rusiei
Prințul Oleg Constantinovici al Rusiei (27 noiembrie 1892 - 12 octombrie 1914), a fost al cincilea copil al Marelui Duce Constantin Constantinovici al Rusiei și a soției lui Prințesa Elisabeta de Saxa-Altenburg. 
A murit din cauza rănilor suferite în bătălia împotriva germanilor în Primul Război Mondial.
1. ↑  Czech National Authority Database, accesat în 1 martie 2022